# اتفاقية تقاسم مياه النيل 1959

خريطة تبين حدود دول حوض النيل

اتفاقية تقاسم مياه النيل 1959، هي اتفاقية وقعت بالقاهرة في نوفمبر 1959 بين مصر والسودان، وجاءت مكملة لاتفاقية عام 1929 وليست لاغية لها، حيث تشمل الضبط الكامل لمياه النيل الواصلة لكل من مصر والسودان في ظل المتغيرات الجديدة التي ظهرت على الساحة آنذاك وهو الرغبة في إنشاء السد العالى ومشروعات أعالى النيل لزيادة إيراد النهر وإقامة عدد من الخزانات في أسوان.

## بنود الاتفاقية
تضم اتفاقية الانتفاع الكامل بمياه النيل على عدد من البنود من أهمها:
- احتفاظ مصر بحقها المكتسب من مياه النيل وقدره 48 مليار متر مكعب سنوياً وكذلك حق السودان المقدر بثمانيه مليار متر مكعب سنوياً.[1]
- موافقة الدولتين على قيام مصر بإنشاء السد العالى وقيام السودان بإنشاء خزان الروصيرص على النيل الأزرق وما يستتبعه من أعمال تلزم السودان لإستغلال حصته.

كما نص هذا البند على أن توزيع الفائدة المائية من السد العالى والبالغة 22 مليار متر مكعب سنوياً توزع على الدولتين بحيث يحصل السودان على 20 مليار متر مكعب وتحصل مصر على 7.5 مليار متر مكعب ليصل إجمالي حصة كل دولة سنوياً إلى 55.5 مليار متر مكعب لمصر و18.5 مليار متر مكعب للسودان.
- قيام السودان بالاتفاق مع مصر على إنشاء مشروعات زيادة إيراد النهر بهدف استغلال المياه الضائعة في بحر الجبل وبحر الزراف وبحر الغزال وفروعه ونهر السوباط وفروعه وحوض النيل الأبيض، على أن يتم توزيع الفائدة المائية والتكلفة المالية الخاصة بتلك المشروعات مناصفة بين الدولتين.
- إنشاء هيئة فنية دائمة مشتركة لمياه النيل بين مصر والسودان.

## خلفية عن نهر النيل
يعتبر نهر كاجيرا (Kagera) من الجداول الرئيسية لنهر النيل ومن أكبر الروافد التي تصب في بحيرة فيكتوريا، وينبع من بوروندي قرب الرأس الشمالي لبحيرة تنجانيقا الواقعة إلى الجنوب من بحيرة فيكتوريا في وسط أفريقيا، ويجري في اتجاه الشمال صانعا الحدود بين تنزانيا ورواندا، وبعدما يتجه إلى الشرق يصبح الحد الفاصل بين تنزانيا وأوغندا ومنها إلى بحيرة فيكتوريا بعدما يكون قد قطع مسافة 690 كلم.
أما نهر روفيرونزا (Rovironza) الذي يعتبر الرافد العلوي لنهر كاجيرا وينبع أيضا من بوروندي، فيلتحم معه في تنزانيا ويعتبر الحد الأقصى في الجنوب لنهر النيل.
ويبلغ معدل كمية تدفق المياه داخل بحيرة فيكتوريا أكثر من 20 مليار متر مكعب في السنة، منها 7.5 مليارات من نهر كاجيرا و8.4 مليارات من منحدرات الغابات الواقعة شمال شرق كينيا و3.2 مليارات من شمال شرق تنزانيا، و1.2 مليار من المستنقعات الواقعة شمال غرب أوغندا كما ورد في تقارير منظمة الفاو لعام 1982.
يعرف النيل بعد مغادرته بحيرة فيكتوريا باسم نيل فيكتوريا، ويستمر في مساره لمسافة 500 كلم مرورا ببحيرة إبراهيم (Kyoga) حتى يصل إلى بحيرة ألبرت التي تتغذى كذلك من نهر سمليكي (Semliki) القادم أصلا من جبال جمهورية الكونغو الديمقراطية مرورا ببحيرة إدوارد، وبعدها يدعى «نيل ألبرت».
وعندما يصل جنوب السودان يدعى بحر الجبل، وبعد ذلك يجري في منطقة بحيرات وقنوات ومستنقعات يبلغ طولها من الجنوب إلى الشمال 400 كلم ومساحتها الحالية 16.2 ألف كلم2، إلا أن نصف كمية المياه التي تدخلها تختفي من جراء النتح والتبخر.
وقد بدأ تجفيف هذه المستنقعات عام 1978 بإنشاء قناة طولها 360 كلم لتحييد المياه من عبورها، وبعدما تم إنشاء 240 كلم منها توقفت الأعمال عام 1983 بسبب الحرب الأهلية في جنوب السودان.
وبعد اتصاله ببحر الغزال يجري النيل لمسافة 720 كلم حتى يصل الخرطوم، وفي هذه الأثناء يدعى «النيل الأبيض»، حيث يلتحم هناك مع «النيل الأزرق» الذي ينبع مع روافده الرئيسية (الدندر والرهد) من جبال إثيوبيا حول بحيرة تانا الواقعة شرق القارة على بعد 1400 كلم عن الخرطوم.
ومن الجدير بالذكر أن النيل الأزرق يشكل 80-85% من مياه النيل الإجمالية، ولا يحصل هذا إلا أثناء مواسم الصيف بسبب الأمطار الموسمية على مرتفعات إثيوبيا، بينما لا يشكل في باقي أيام العام إلا نسبة قليلة، حيث تكون المياه قليلة.
أما آخر ما تبقى من روافد نهر النيل بعد اتحاد النيلين الأبيض والأزرق ليشكلا نهر النيل، فهو نهر عطبرة الذي يبلغ طوله 800 كلم وينبع أيضا من الهضبة الإثيوبية شمالي بحيرة تانا.
ويلتقي عطبرة مع النيل على بعد 300 كلم شمال الخرطوم، وحاله كحال النيل الأزرق، وقد يجف في الصيف. ثُم يتابع نهر النيل جريانه في الأراضي المصرية حتى مصبه في البحر الأبيض المتوسط.